# Trójkąt dramatyczny

Trójkąt dramatyczny Stephena Karpmana.

Trójkąt dramatyczny (także: trójkąt Karpmana, ang. drama triangle) – symboliczny schemat zachowań u osób z niezaspokojoną w dzieciństwie potrzebą uznania, współczucia i akceptacji, obrazujący zachwianie równowagi w relacjach i przechodzenie od roli wybawiciela, poprzez rolę ofiary do roli prześladowcy. Twórcą schematu był Stephen Karpman.
Istotą trójkąta Karpmana jest nieuświadomione i zautomatyzowane wchodzenie w trzy określone role (wybawiciel, ofiara i prześladowca) w procesie naprzemiennym, tj. kolejne role następują po sobie w cyklach, które mają różny okres trwania (w niektórych przypadkach mogą występować bardzo szybko). 
Osoba angażująca się w relację, wybiera początkowo tę rolę, do której najbardziej przywykła w swoim dotychczasowym życiu, przy czym najczęściej wejście do trójkąta zapoczątkowuje osoba pozostająca w roli wybawiciela (ratownika). Rola taka jest przyjmowana przez ludzi, którzy przejmują odpowiedzialność za inne osoby, wykonują za nie określone czynności, co bardzo często ma miejsce u osób mających partnera z chorobą alkoholową lub innym uzależnieniem. Konsekwencją pozostawania w związku z takim człowiekiem jest w wielu przypadkach przejmowanie roli opiekuna. Typowe zachowania ludzi przyjmujących rolę wybawiciela to np.: zaspokajanie potrzeb drugiej osoby, mimo że nie wyraziła ona takiego życzenia, myślenie i decydowanie za kogoś w podobnej sytuacji, mówienie za innych, zamartwianie się i deprecjonowanie znaczenia własnych potrzeb. Konsekwencją takiej postawy jest posadowienie się w roli ofiary, która wykonuje wszystko za wszystkich w swoim otoczeniu. Powoduje to wzrost frustracji, a potem nagłe, często niekontrolowane wybuchy gniewu. W ostateczności osoba przechodzi do roli agresora i prześladowcy.
Ofiara prezentuje się jako osoba smutna, przygnębiona i zawsze ponad miarę zapracowaną. Nisko ocenia swoją osobę, jako pozbawioną zdolności, niezdarną, a także źle traktowaną przez partnera i rodzinę. U ofiary pojawia się stopniowo pogarda dla zaistniałej sytuacji i zależności, w jakiej pozostaje. Zaczyna ona wyrażać swoje niezadowolenie w sposób werbalny i niewerbalny (trzaskanie drzwiami, wzdychanie, itp.). W tym czasie ofiara wchodzi w rolę prześladowcy, narzucającego swą rolę innym. 
Prześladowca często obwinia, poucza i krytykuje innych, a także formułuje w stosunku do nich nakazy oraz ich atakuje. Egzekwuje swoje racje za pomocą pasywnych, czyli biernych zachowań, ale też poprzez aktywną agresję.
Role wybawiciela i prześladowcy łączy silna potrzeba dokonania zmian w innych osobach, z którymi pozostaje w interakcji. Z oboma tymi rolami łączy ofiarę poczucie frustracji, rozgoryczenia i silna chęć odreagowania.

Trójkąt wygrywający Aceya Choya.

Wchodzenie w role trójkąta Karpmana jest efektem doświadczeń domu rodzinnego, relacji z rodzicami, bądź opiekunami i nie jest w pełni świadome.

## Trójkąt wygrywający
Nazywany także trójkątem zwycięzcy – zaproponowany przez Aceya Choya in 1990 roku, sposób wyjścia z trójkąta dramatycznego. Jest przeciwieństwem trójkąta dramatycznego.